# 艾達鎮區 (明尼蘇達州道格拉斯縣)
艾達鎮區（英語：Ida Township）是位於美國明尼蘇達州道格拉斯縣的一個行政鎮區。

## 地方資料
艾達鎮區的面積為91.99平方千米，當中陸地面積為72.35平方千米，而水域面積為19.64平方千米。根據2020年美國人口普查的數據，當地共有人口1404人，而人口密度為每平方千米15.26人。